# Rosa Pohjolainen
Rosa Pohjolainen, född 20 juli 2003, är en finländsk alpin skidåkare.
Pohjolainen tog guld i parallellslalom och silver i storslalom vid olympiska vinterspelen för ungdomar 2020 i Lausanne.